# Hwasong-13
Le Hwasong-13 parfois appelé Rodong-C, également connu sous le nom de KN-08 par les agences de renseignement occidentales et l'OTAN, est un missile balistique intercontinental nord-coréen à trois étages encore en développement. 
Un autre développement sous le même nom Hwasong-13 est porté par les services occidentaux sous le nom KN-14.